# Monetyzacja
Monetyzacja (ang. monetization) – oznacza zamianę aktywów rzeczowych lub finansowych na prawny środek płatniczy. Zazwyczaj odnosi się do wybijania monet lub drukowania banknotów przez banki centralne. Potocznie – przekształcanie czegoś w pieniądz.
Monetyzacja długu publicznego (deficytu budżetowego) to nowoczesna wersja emisji pieniądza przez bank centralny. Polega ona na kreacji bazy monetarnej. Może to być przeprowadzone w sposób bezpośredni, jeśli bank centralny pożycza pieniądze Ministerstwu Finansów. W takiej sytuacji na rachunku rządu zapisywana jest nowo wykreowana baza monetarna. Po wykorzystaniu tego zasobu przez rząd podmioty sprzedające dobra i usługi rządowi deponują otrzymany pieniądz na swoich rachunkach bankowych. Tym sposobem baza monetarna wchodzi do systemu banków komercyjnych. Kreacja bazy monetarnej może być także przeprowadzona pośrednio – wówczas bank centralny może skupować weksle skarbowe na otwartym rynku lub prowadzić operacje redyskonta.
Ostatecznym skutkiem zakupu długu przez bank centralny jest utrzymywanie deficytu przez rząd, który jest finansowany przez wzrost podaży pieniądza będącej w posiadaniu obywateli. Monetyzacja długu zazwyczaj prowadzi do inflacji. Tym sposobem rząd może finansować swoje zakupy tzw. podatkiem inflacyjnym.